# Бейхан Султан
Бейхан Султан (тур. Beyhan Sultan) (1497 — 1559) — османська принцеса. Донька Селіма I Явуза і Айше Хафси султан, сестра Сулеймана I.

## Біографія
Народилась в 1497 році в Трабзоні, третя донька Селіма I і Айше Хафси. У 1515 році стала дружиною Ферхата-паші, третього візира Османської імперії за часів Пірі-паші, потім губернатор Семендире. 
Ферхат був страчений у 1524 року за наказом султана Сулеймана I. Бейхан порвала стосунки з братом, відмовилася від повторного шлюбу і добровільно вирушила у заслання. 
Тим не менш, є відомості про її другий шлюб з Мехмедом-пашею, від якого вона народила дочку Ісміхан Ханим-султан (була жива на момент смерті Бейхан-султан). Точні дати весілля і народження дочки невідомі, проте вважається, що це сталося після 1524 року
Бейхан Султан померла у 1559 році в своєму палаці.

## Кіновтілення
Серіал «Величне століття» роль Бейхан Султан виконує актриса Пинар Чаглар Генчтюрк.